# Antonini Čulina
Antonini Čulina (Zara, 27 gennaio 1992) è un dirigente sportivo ed ex calciatore croato, di ruolo centrocampista.

## Carriera

### Club
Dopo 71 partite e nove reti nel campionato croato con il Rijeka e l'esordio ai preliminari della UEFA Europa League 2013-2014, nell'estate del 2013 si trasferisce in prestito alla squadra italiana dello Spezia, militante in Serie B. Nella sua prima stagione in Liguria scende in campo 11 volte in campionato e nel quarto di finale dei play-off che gli spezzini perdono a Modena. Nella seconda stagione, gioca solo sei gare tra agosto e gennaio, per poi passare in prestito al Varese, sempre in serie B.

#### Lugano
Nella stagione 2015-2016 mette a segno 10 goal in 26 partite, al termine della stagione rompe il legamento crociato, questo infortunio lo terrà lontano dai campi per un anno. Nella stagione 2016-2017 rinnova con il Lugano, ma non gioca perché infortunato, inizia a giocare al termine della stagione con la U-21 del Lugano per ritrovare la forma per la stagione successiva.

### Nazionale
Il 10 settembre 2012 ha esordito in Nazionale Under-21 giocando la partita di qualificazione agli Europei di categoria persa per 6-0 contro la Spagna Under-21.

## Dopo il ritiro
Il 2 luglio 2021 viene assunto come dirigente dal Rijeka.

## Statistiche

### Presenze e reti nei club
Statistiche aggiornate al 26 maggio 2016.
| Stagione        | Squadra         | Campionato      | Campionato | Campionato | Coppe nazionali | Coppe nazionali | Coppe nazionali | Coppe continentali | Coppe continentali | Coppe continentali | Altre coppe | Altre coppe | Altre coppe | Totale | Totale |
| Stagione        | Squadra         | Comp            | Pres       | Reti       | Comp            | Pres            | Reti            | Comp               | Pres               | Reti               | Comp        | Pres        | Reti        | Pres   | Reti   |
| --------------- | --------------- | --------------- | ---------- | ---------- | --------------- | --------------- | --------------- | ------------------ | ------------------ | ------------------ | ----------- | ----------- | ----------- | ------ | ------ |
| 2008-2009       | Rijeka          | 1. HNL          | 0          | 0          | -               | -               | -               | -                  | -                  | -                  | -           | -           | -           | 0      | 0      |
| 2009-2010       | Rijeka          | 1. HNL          | 5          | 1          | -               | -               | -               | -                  | -                  | -                  | -           | -           | -           | 5      | 1      |
| 2010-2011       | Rijeka          | 1. HNL          | 19         | 4          | -               | -               | -               | -                  | -                  | -                  | -           | -           | -           | 19     | 4      |
| 2011-2012       | Rijeka          | 1. HNL          | 19         | 2          | -               | -               | -               | -                  | -                  | -                  | -           | -           | -           | 19     | 2      |
| 2012-2013       | Rijeka          | 1. HNL          | 26         | 2          | -               | -               | -               | -                  | -                  | -                  | -           | -           | -           | 26     | 2      |
| lug. 2013       | Rijeka          | 1. HNL          | 2          | 0          | -               | -               | -               | UEL                | 1                  | 0                  | -           | -           | -           | 3      | 0      |
| Totale Rijeka   | Totale Rijeka   | Totale Rijeka   | 71         | 9          |                 | -               | -               |                    | 1                  | 0                  |             | -           | -           | 72     | 9      |
| 2013-2014       | Spezia          | B               | 11+1       | 0          | CI              | 2               | 0               | -                  | -                  | -                  | -           | -           | -           | 14     | 0      |
| 2014-gen. 2015  | Spezia          | B               | 6          | 1          | CI              | 2               | 0               | -                  | -                  | -                  | -           | -           | -           | 8      | 1      |
| Totale Spezia   | Totale Spezia   | Totale Spezia   | 17+1       | 1+0        |                 | 4               | 0               |                    | -                  | -                  |             | -           | -           | 22     | 1      |
| gen.-giu. 2015  | Varese          | B               | 10         | 1          | CI              | -               | -               | -                  | -                  | -                  | -           | -           | -           | 10     | 1      |
| 2015-2016       | Lugano          | SL              | 26         | 10         | CS              | 4               | 0               | -                  | -                  | -                  | -           | -           | -           | 30     | 10     |
| 2016-2017       | Lugano          | SL              | 0          | 0          | CS              | 0               | 0               | -                  | -                  | -                  | -           | -           | -           | 0      | 0      |
| 2017-2018       | Lugano          | SL              | 7          | 0          | CS              | 0               | 0               | UEL                | 0                  | 0                  | -           | -           | -           | 0      | 0      |
| Totale Lugano   | Totale Lugano   | Totale Lugano   | 33         | 10         |                 | 4               | 0               |                    | 0                  | 0                  |             | -           | -           | 37     | 10     |
| Totale carriera | Totale carriera | Totale carriera | 123+1      | 21+0       |                 | 8               | 0               |                    | 1                  | 0                  |             | -           | -           | 133    | 21     |